# Sebastian Gorzny
Sebastian Gorzny (ur. 24 stycznia 2004) – amerykański tenisista.

## Kariera tenisowa
w 2022 zadebiutował w cyklu ITF Men’s Circuit.
Startując w rozgrywkach juniorów, Sebastian Gorzny w 2022 roku zwyciężył w Wimbledonie w grze podwójnej, grając w parze z Alexem Michelsenem. W finałowym meczu pokonali Francuzów Gabriela Debru i Paula Inchauspé.
W sierpniu 2022, wraz z Alexem Michelsenem, otrzymali dziką kartę na turniej gry podwójnej podczas US Open. W pierwszej rundzie ulegli rozstawionym z numerem 13. Kolumbijczykom Juanowi Sebastiánowi Cabalowi oraz Robertowi Farahowi.
W rankingu gry pojedynczej najwyżej był na 1629. miejscu (20 marca 2023), a w zestawieniu gry podwójnej nie był jeszcze klasyfikowany.

### Finały juniorskich turniejów wielkoszlemowych

#### Gra podwójna (1–0)
| Końcowy wynik | Nr | Data         | Turniej           | Nawierzchnia | Partner        | Przeciwnicy                  | Wynik finału |
| ------------- | -- | ------------ | ----------------- | ------------ | -------------- | ---------------------------- | ------------ |
| Zwycięzca     | 1. | 9 lipca 2022 | Wimbledon, Londyn | Trawiasta    | Alex Michelsen | Gabriel Debru Paul Inchauspé | 7:6(5), 6:3  |